# La guarida del gusano blanco (novela)
The Lair of the White Worm, titulada alternativamente en español como La guarida del gusano blanco o La madriguera del gusano blanco, es una novela de terror escrita por el autor irlandés Bram Stoker, publicada en 1911, un año antes de su muerte. Es la última novela escrita por este autor.

## Argumento
La historia se desarrolla en 1860. Adam Salton es un joven australiano que recibe una carta de su tío-abuelo Richard Salton, perteneciente a la rama original inglesa de la familia, con la que perdió el contacto. En la carta, el anciano Richard le pide a su sobrino-nieto que se traslade a Inglaterra, a su mansión llamada Lesser Hill, en el antiguo reino de Mercia. Puesto que los dos son los últimos Salton que quedan en el mundo, desea convertirle en su heredero universal. Adam acepta la petición y se traslada a Inglaterra, donde inmediatamente traba una relación de cariño con su tío-abuelo, decidiendo establecerse en Lesser Hill. Al llegar conoce a un amigo de Richard, Sir Nathaniel de Salis, con el que traba amistad.
Richard le cuenta que está a punto de regresar el mayor terrateniente de la región, Edgard Caswall, dueño de Castra Regis, cuya familia llevaba ausente 120 años, y que se va a hacer una gran fiesta para recibirle. Cuando Adam, Richard y Sir Nathaniel van al puerto a darle la primera bienvenida, se encuentran con Lady Arabella March, una mujer viuda dueña de una mansión llamada Diana's Grove o La Arboleda de Diana. Richard y Sir Nathaniel sospechan que desea seducir a Caswall para hacerse con su fortuna y librarse de sus numerosas deudas. Llama la atención de Adam el hecho de que unas serpientes se acercan a ella y acto seguido parecen retroceder espantadas. Al llegar conocen a Edgard Caswall, así como a su sirviente africano Oolanga, que resulta ser conocedor de la magia vudú y parece tener el poder de oler la muerte. El africano al ver a Lady Arabella parece arrodillarse ante ella como quien adora a una diosa.
Durante la fiesta, Adam conoce a la familia Whatford, de Mercy Farm, formada por el granjero Michael Whatford, y sus nietas Lila y Mimi, primas entre sí, pues son hijas de los dos hijos del granjero, que ya murieron. Adam se enamora de Mimi en cuanto la ve. Poco después comienzan a suceder hechos extraños en la región. Adam encuentra a una niña inconsciente con un mordisco en un brazo. Sir Nathaniel le cuenta que ya hace varios meses que aparecen animales y niños muertos en las mismas circunstancias. Como Adam le cuenta que creyó ver a Lady Arabella entre la espesura del bosque, Sir Nathaniel le cuenta que ya sospechaba de ella. Diana's Grove, su mansión, es una edificación que tiene muchísimos siglos de antigüedad, las referencias más antiguas son de la época de los celtas, y en esa época, la llamaban La Madriguera del Gusano Blanco. Se habla de la leyenda de un gran monstruo con ese nombre, una gran serpiente gigante. Le cuenta que sospecha que Lady Arabella está controlada por el Gusano Blanco desde que, siendo adolescente, sufrió una picadura venenosa en el bosque, creyendo los médicos que moriría, pero sanando repentinamente, volviéndose su carácter cruel y despiadado desde entonces. Sir Nathaniel cree que Lady Arabella murió por la herida, pero el Gusano Blanco tomó control de su cuerpo en ese momento. Sin embargo, no tiene pruebas de ello.
Mientras tanto, Edgard Caswall, que parece tener un extraño poder hipnótico en la mirada, mantiene periódicas batallas hipnóticas o mesméricas con Mimi y Lila Whatford. A menudo es apoyado por su sirviente Oolanga y por Lady Arabella. Las muchachas son por su parte apoyadas por Adam, quien participa de forma inconsciente en las luchas, casi siempre obteniendo la victoria. Un día, la región se ve atacada por una plaga de pájaros que asuelan la región. Edgard, para espantarlos, construye una gran cometa en forma de halcón, colocándola en lo alto de Castra Regis. Caswall se obsesiona con la cometa, contemplándola día y noche, lo que mina su salud mental. Oolanga comienza a acosar a Lady Arabella diciéndole que está enamorado de ella. Ella, ante la presencia de Adam, que no puede hacer nada, arrojará al sirviente negro a un pozo debajo de Diana's Grove, del que surge un pestilente olor y una extraña luz verde. Cuando Sir Nathaniel oye la historia, ya no duda de que Lady Arabella es la responsable de los crímenes, identificando el pozo con la boca de la madriguera del Gusano Blanco, y planea con Adam la forma de acabar con ella.
Adam y Mimi contraerán matrimonio y se trasladarán a la mansión de Sir Nathaniel, Doom Tower. El joven Salton y Sir Nathaniel, una noche, logran ver al Gusano Blanco en su verdadera forma, la de una gran serpiente que emite el mismo olor pestilente del pozo, y que tiene ojos que emiten la luz verde. Adam, que ha comprado Diana's Grove al lograr Lady Arabella apalabrar el matrimonio con Caswall, planea rellenar el pozo con arena en la que va introduciendo cargas de dinamita. Poco después, en una batalla mesmérica que Lila debe afrontar sola contra Edgard y Lady Arabella, la prima de Mimi acabará perdiendo la vida. El reproche posterior de Mimi contra Caswall acabará haciéndole perder por completo el juicio. Cuando Lady Arabella le ve creyéndose el Todopoderoso, decide cancelar la inminente boda y acabar con su vida en venganza. Para ello, coge el cable de hierro que sujeta la cometa y lo lleva hasta el pozo con la intención de atraerle hasta allí. Mimi regresa a Lesser Hill donde informa a Adam de lo ocurrido. El matrimonio saldrá al exterior de la casa, y tras encontrar el cable metálico que conduce a Diana's Grove, verán cómo un rayo caerá sobre la cometa y destruirá Castra Regis y a todos sus habitantes para después propagarse por el cable metálico e incendiar Diana's Grove. Las cargas de dinamita al explotar acabarán con la vida del Gusano Blanco.

## Comentario

### Estructura
La novela se constituye en 28 capítulos. Se compone además de varias subtramas que se entrelazan continuamente, cada una protagonizada por uno de los personajes, confluyendo todas ellas poco a poco en la escena final. Como en otras novelas de Stoker, todo acaba confluyendo en la lucha entre el bien y el mal, representando el bien Adam Salton, Sir Nathaniel de Salis y Mimi Watford, y el mal Edgard Caswall, Lady Arabella March y Oolanga.

### El autor
Según afirma su biógrafo, Harry Ludlam, hay un profundo misterio entre las líneas de esta obra, y es el misterio del espíritu del hombre que la escribió. Bram Stoker, cuando escribía esta, su última novela, estaba ya siendo consumido por la enfermedad que le llevaría a la muerte, la sífilis, la cual le obligaba a tomar medicación contra los dolores, y además estaba sumido en una profunda crisis económica que ya duraba varios años, dos hechos que probablemente influyeron en el desarrollo de la novela.

### Adaptación cinematográfica
La única adaptación de la novela hasta el momento se estrenó en 1988 dirigida por Ken Russell y protagonizada por Amanda Donohoe y Hugh Grant. En España tomó el título de La guarida del Gusano Blanco.

### Adaptación radiofónica
El programa de radio español Historias de Radio Nacional emitió una dramatización en radioteatro de la novela en un serial de 10 capítulos de una hora de duración cada uno, emitidos entre septiembre y diciembre de 1997.

## Ediciones en español
- La Guarida del Gusano Blanco, Bram Stoker (Diego Fuscaldi: traducción; Luciano E. Sposo: presentación), Argentina, abril de 2008, Ed. Cygnus Regalis ISBN 978-987-23984-2-2

- Datos: Q3566302
- Multimedia: The Lair of the White Worm / Q3566302